# Stegelgraben
Der Stegelgraben ist ein Bach im mittelfränkischen Landkreis Weißenburg-Gunzenhausen. Er ist ein etwa 2 Kilometer langer, rechter Nebenfluss des Möhrenbachs.

## Verlauf
Der Stegelgraben entspringt auf einer Höhe von etwa 435 m ü. NN in der Waldflur Hartwald auf dem Gemeindegebiet von Langenaltheim nordöstlich von Rehlingen und nordwestlich von Rutzenhof. Er fließt in nördlicher Richtung, verlässt den Wald und betritt an der Waldgrenze das Gemeindegebiet von Treuchtlingen. Der Bach fließt dann zwischen Neufang im Osten und Haag bei Treuchtlingen im Westen vorbei, wo er seinen einzigen nennenswerten Zufluss, den Büchelgraben aufnimmt. Er fließt anschließend östlich an einen Steinbruch für den Abbau des Treuchtlinger Marmors vorbei. Ab da ist das Gewässer verdolt, unterquert die Bahnstrecke Donauwörth–Treuchtlingen und mündet kurz darauf auf halber Strecke zwischen Möhren im Westen und Dietfurt in Mittelfranken im Osten, etwa auf Höhe der Mattenmühle und Schürmühle, von rechts in den Möhrenbach.